# ピエディモンテ・エトネーオ
ピエディモンテ・エトネーオ（イタリア語: Piedimonte Etneo, シチリア語: Piamunti）は、イタリア共和国シチリア州カターニア県にある、人口約4,000人の基礎自治体（コムーネ）。

## 地理

### 位置・広がり

#### 隣接コムーネ
隣接するコムーネは以下の通り。
- カラタビアーノ
- カスティリオーネ・ディ・シチーリア
- フィウメフレッド・ディ・シチーリア
- リングアグロッサ
- マスカリ
- サンタルフィオ

## 行政

### 分離集落
ピエディモンテ・エトネーオには、以下の分離集落（フラツィオーネ）がある。
- Vena, Presa, San Gerardo